# Gotthard von Timroth
Gotthard von Timroth (mit vollständigem Namen Gotthard Ferdinand Emmerich Albert, russisch Готгард Готгардович Тимрот; * 27.jul. / 8. Februar 1868greg. in Riga im Gouvernement Livland, Russisches Kaiserreich; † 11. November 1941 in Dresden) war ein deutsch-baltischer Offizier und Generalmajor in der Kaiserlich Russischen Armee.

## Leben

### Herkunft
Gotthard war ein Nachkomme des deutsch-baltischen Geschlechtes Timroth in Kurland. Das Adelsgeschlecht Timroth ist immatrikuliertes Mitglied der Kurländischen Ritterschaft.

### Militärkarriere

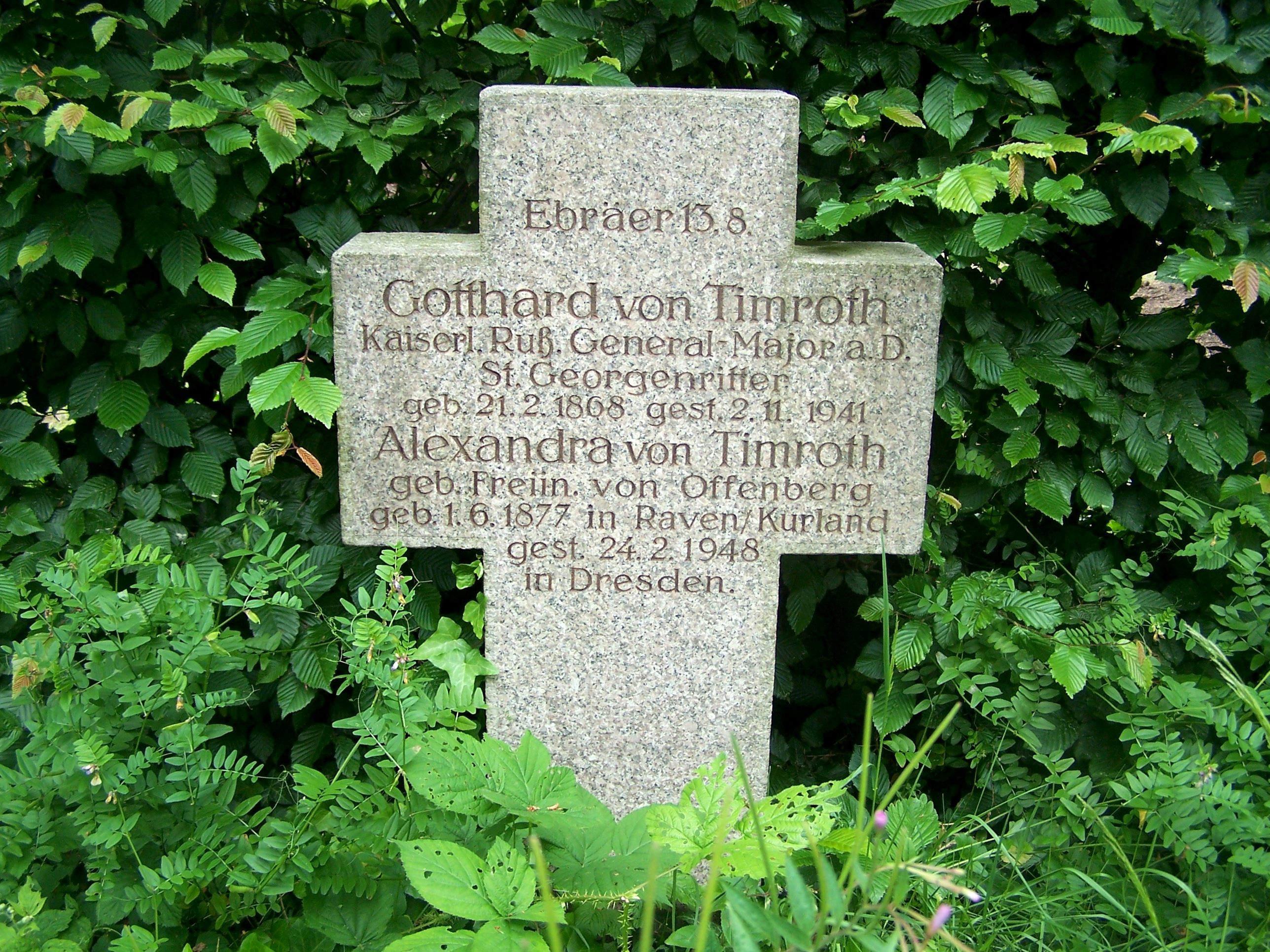
Grab von Gotthard von Timroth auf dem Nordfriedhof in Dresden

Er diente im russischen Heer bis zum Rang eines Generalmajors und war nach dem Ersten Weltkrieg Stabschef der Baltischen Landeswehr. Beim Waffenstillstandsvertrag von Strasdenhof am 3. Juli 1919 war er ein Verhandlungsführer der lettischen Regierung von Andrievs Niedra. Timroth wirkte zudem als Stadtkommandant von Mitau und war Kommandeur aller Freikorps in Kurland.
Von Timroth starb 1941 in Dresden und wurde auf dem Nordfriedhof bestattet. Er war seit 1919 Ritter des Georgsordens.